# 小行星3893
小行星3893（3893 DeLaeter）是一颗绕太阳运转的小行星，为主小行星带小行星。该小行星于1980年3月发现。

## 轨道参数
小行星3893的轨道半长轴为2.4227450 UA，离心率为0.263。